# Fall Out Boy
Fall Out Boy (somme tider forkortet FOB) er et emo rock, rock, punk, alternativ, pop punk band fra Wilmette, (Chicago) Illinois i USA. Fall Out Boy blev stiftet i 2001 og består af: Patrick Stump (vokal, guitar og komponist), Pete Wentz (bas, kor og sangskriver), Joe Trohman (guitar, kor) og Andy Hurley (trommer, kor).

## Historie

### Begyndelsen
Joe Trohman og Pete Wentz dannede bandet i begyndelsen af 2001, idet de ønskede at lave deres eget orkester efter at have spillet i forskellige andre sammenhænge. De var alle kendte på Chicagos punk-rock scene. De var blandt andet inspireret af Green Day og The Smiths. Bandet udgav ep'en Split sammen med Project Rocket i 2002 på Uprising Records. Debutalbummet Fall Out Boy's Evening Out with Your Girlfriend, også udgivet på Uprising Records, udkom i 2003. Under et af deres første show fik de deres navn da Pete spurgte publikum, hvad de syntes, de skulle hedde, og en fan råbte "Fall Out Boy", måske med inspiration fra tv-serien The Simpsons. Efter at de havde udgivet Fall Out Boy's Evening Out with Your Girlfriend, kom trommeslageren Andy Hurley med i bandet. Samme år udgav de deres andet album Take This To Your Grave.
Pete Wentz opdagede i 2004 Panic! At the Disco og Astrid Collin

### Gennembruddet
I 2005 prøvede Pete Wentz at begå selvmord med stoffet "Ativan", men han spiste for få piller. 
Den 3. maj 2005 udgav de deres tredje album From Under the Cork Tree. Denne gav bandet spilletid på MTV, hvilket sikrede dem et gennembrud. Mange kendte dem også fra deres optræden i tv-serien One Tree Hill, hvor de spillede to af deres sange, og Pete Wentz spillede, at han datede Peyton fra serien.

### Etablerede stjerner
Deres næste album var Infinity on High, og på en turne efterfølgende gæstede gruppen Danmark den 21. marts. Sangen "This Ain't a Scene, It's an Arms Race" blev et stort hit for dem, også i Danmark. I 2007 arbejdede de også sammen med Timbaland og var med på hans album, lige som de samarbejdede med Kanye West, som producerede Infinity on High. Senere samme år var de på en mindre verdensturne med koncerter i blandt andet Uganda, Sydafrika, Indonesien, Filippinerne og Rusland.
I 2008 arbejdede gruppen med en efterfølger til Infinity on High, og albummet, der får titlen Folie à Deux er planlagt til udgivelse i december. Fra dette er på forhånd udsendt singlen "I Don't Care".

## Diskografi

### Studiealbums
- Take This to Your Grave (2003)
- From Under the Cork Tree (2005)
- Infinity on High (2007)
- Folie à Deux (2008)
- Save Rock and Roll (2013)
- American Beauty/American Psycho (2015)
- MANIA (2017/2018)

### EPer
Tekst mangler, hjælp os med at skrive teksten

### Singles
| År   | Sang                                                     | U.S. Hot 100 | U.S. Pop 100 | U.S. Modern Rock | Hot Digital Songs | UK Singles Chart | Album                    |
| ---- | -------------------------------------------------------- | ------------ | ------------ | ---------------- | ----------------- | ---------------- | ------------------------ |
| 2003 | "Dead on Arrival"                                        | -            | -            | -                | -                 | -                | Take This to Your Grave  |
| 2003 | "Saturday"                                               | -            | -            | -                | -                 | -                | Take This to Your Grave  |
| 2003 | "Grand Theft Autumn/Where Is Your Boy" 1                 | -            | 84           | -                | -                 | -                | Take This to Your Grave  |
| 2005 | "Sugar, We're Goin Down"                                 | 8            | 6            | 3                | 2                 | 8                | From Under the Cork Tree |
| 2006 | "Dance, Dance"                                           | 9            | 6            | 2                | 5                 | 8                | From Under the Cork Tree |
| 2006 | "A Little Less Sixteen Candles, a Little More "Touch Me" | 65           | 45           | 38               | 43                | 38               | From Under the Cork Tree |
| 2007 | "This Ain't a Scene, It's an Arms Race"                  | 2            | 1            | 8                | 1                 | 2                | Infinity on High         |
| 2007 | "The Carpal Tunnel of Love"                              | 81           | -            | -                | -                 | -                | Infinity on High         |
| 2007 | "Thnks fr th Mmrs"                                       | 14           | 12           | 20               | 5                 | 12               | Infinity on High         |
| 2007 | "The Take Over, The Breaks Over"                         | -            | -            | -                | -                 | 48               | Infinity on High         |

- 1 – Selvom den udkom i 2003, kom sangen ikke på hitlisterne før år 2005.

## Medlemmer
- Patrick Stump – Vokal, rytmeguitar
- Pete Wentz – Elbas, kor
- Joe Trohman – Leadguitar, kor
- Andy Hurley – Trommesæt